# منتزه بحيرة طومسون الحكومي
تبلغ مساحة حديقة بحيرة طومسون الحكومية 308 اكر (1.25 كم2) متنزه حكومي
تقع بالقرب من شرق برن في مقاطعة ألباني ، نيويورك .

## وصف الحديقة
توفر حديقة طومسون ليك الحكوميه شاطئًا وملعبًا وطاولات نزهة وبرامج ترفيهية ومسارًا طبيعيًا وصيد الأسماك وصيد الأسماك على الجليد وإطلاق قارب ومحطة تفريغ ومخيم للخيام والمقطورات والتزلج الريفي على الثلج والمشي بالأحذية الثلجية . تقع داخل حدود المنتزه مدرسة منطقة نوكس 5 ، المدرجة في السجل الوطني للأماكن التاريخيه في عام 2005 
تقع الحديقة داخل حدود حديقة جون بويد ثاشر الحكومية وهي مجاورة لمركز ايما تريدويل ثاشر الطبيعي، والذي يمكن لمستخدمي المنتزه الوصول اليه أيضا .